# Pandemic Studios
Pandemic Studios était une entreprise américaine de développement de jeux vidéo, fondée en 1998. Basée à Los Angeles, en Californie, la société est notamment connue pour avoir développé des jeux vidéo issus de la licence Star Wars, et plus récemment la série Mercenaries ainsi que Le Seigneur des Anneaux : l'Âge des conquêtes.
Elle est rachetée par Electronic Arts fin 2007. Cependant le 17 novembre 2009, peu de temps avant la sortie de The Saboteur, les studios Pandemic ont définitivement fermé leurs portes. 

## Jeux développés
- Battlezone II: Combat Commander (2000)
- Dark Reign 2 (2000)
- Triple Play (2002)
- Army Men: RTS (2002)
- Star Wars: The Clone Wars (2002)
- Full Spectrum Warrior (2004)
- Star Wars: Battlefront (2004)
- Destroy All Humans! (2005)
- Mercenaries: Playground of Destruction (2005)
- Star Wars: Battlefront 2 (2005)
- Destroy All Humans! 2 (2006)
- Full Spectrum Warrior: Ten Hammers (2006)
- Mercenaries 2 : L'Enfer des favelas (2008)
- Le Seigneur des anneaux : L'Âge des conquêtes (2009)
- The Saboteur (2009, achevé par EA Los Angeles)